# Nesotheca
Nesotheca is een monotypisch geslacht van kevers uit de familie van de klopkevers (Anobiidae).

## Soort
- Nesotheca typica Scott, 1924